# Electropop
Electropop é uma variante da música synth-pop que coloca uma maior ênfase num som eletrônico mais intenso e por vezes repetitivo, caracterizado por caixas de ritmos e sintetizadores proeminentes. O gênero tem visto um renascimento de sua popularidade e influência desde o fim dos anos 2000, tendo sido particularmente predominante entre esse período e o início do década seguinte.

## História

### Início da década de 1980
Durante o início da década de 1980, artistas britânicos como Gary Numan, The Human League, Soft Cell, John Foxx e Visage ajudaram a criar um novo estilo de synth-pop que se inspirou mais fortemente na música eletrônica e enfatizou o uso primário de sintetizadores, enquanto o estilo electro foi amplamente desenvolvido por Afrika Bambaataa, que foi fortemente influenciado pela Yellow Magic Orchestra e Kraftwerk, e por sua vez influenciou o estilo de música pop dos anos 1980 de Madonna. 
Algumas músicas novas e fascinantes começaram a chegar a essas praias; foi apelidado de electropop, porque a instrumentação eletrônica - principalmente sintetizadores e syndrums - foi usada para criar canções pop. "Pop Muzik", da banda M, foi uma das primeiras. Houve um acúmulo gradual de discos valiosos de electropop, embora eles ainda fossem ouvidos apenas em discotecas de rock. Mas em 1981, as comportas se abriram e a "nova música" finalmente fez um grande barulho. A canção que introduziu o grande público ao electropop foi "Don't You Want Me", do The Human League. -  Anglomania: The Second British Invasion, de Parke Puterbaugh psts a Rolling Stone, em novembro de 1983.

### Século XXI
O álbum Blackout (2007), de Britney Spears, é habitualmente creditado como tendo feito com que o electropop voltasse a ser proeminente. Já em 2009 a mídia publicou artigos proclamando uma nova era de diferentes estrelas do eletropop e, de fato, os tempos viram um aumento na popularidade de vários artistas do eletropop. Na pesquisa Sound of 2009, levado a cabo com 130 especialistas em música e conduzida para a BBC, dez dos quinze melhores artistas nomeados eram do gênero electropop. Lady Gaga teve grande sucesso comercial em 2008 e 2009 com seu álbum de estreia, The Fame. O escritor musical Simon Reynolds observou que "tudo à volta de Gaga veio do electroclash, exceto a música, que não era particularmente dos anos 1980". O pop coreano se tornou dominada e influenciada pelo electropop, particularmente com boy bands e grupos femininos como Super Junior, SHINee, f(x) e Girls' Generation.
O cantor Michael Angelakos, do Passion Pit, disse em uma entrevista em 2009 que, embora tocar eletropop não fosse sua intenção, as limitações da vida no dormitório da universidade tornaram o gênero mais acessível.
Em 2009, o The Guardian citou James Oldham - chefe de artistas e repertório da A&M Records - dizendo: "Todos os departamentos de A&R têm dito a empresários e advogados: 'Não nos deem mais bandas porque não vamos contratá-las e eles não vão vender discos.' Portanto, tudo o que foi colocado em nós é de natureza eletrônica".
Em 2019, Kenneth Womack escreveu que a cantora e compositora Billie Eilish "conquistou sua posição como a rainha do eletropop" com seu álbum de sucesso comercial e de crítica When We All Fall Asleep, Where Do We Go? (2019).